# Streptomyces
Streptomyces ist eine sehr artenreiche Gattung von Actinobacteria. Die Arten dieser Gattung sind grampositiv, aerob, Myzel-bildend, mehrzellig, bilden Sporen und haben einen hohen GC-Gehalt. Sie kommen hauptsächlich in Böden vor, dort bilden sie Duftstoffe, insbesondere Geosmin, mit dem charakteristischen Geruch der Walderde. Zahlreiche Streptomyces-Arten produzieren Antibiotika, die in der Human- und Tiermedizin eingesetzt werden.

## Merkmale

### Erscheinungsbild
Bei den Vertretern der Gattung Streptomyces handelt es sich um grampositive Bakterien. Wie bei vielen Vertretern der Ordnung Actinomycetales bildet auch Streptomyces Zellen in Form von Filamenten aus. Diese lang gestreckten und verzweigten Zellen bilden Geflechte, die auch als Myzel bezeichnet werden. Die Filamente haben einen Durchmesser von 0,5 bis 1,0 µm und in der Wachstumsphase oft keine Querwände.
Ähnlich wie bei den Pilzen kann man auch beim Wachstum von Streptomyces zwischen zwei Typen unterscheiden: Das Substratmyzel, das sich im flüssigen oder festen Nährmedium ausbreitet und das in den Gasraum darüber hineinwachsende Luftmyzel. An den Enden der Filamente des Luftmyzels werden bei älteren Kulturen wieder Querwände in den Zellwänden ausgebildet, so dass durch Segmentierung Ketten von mehreren, meist kugelförmigen Sporen gebildet werden. Diese, als bakterielle Exosporen anzusehenden Sporen unterscheiden sich somit grundlegend von den Endosporen, die z. B. von den Bakteriengattungen Clostridium und Bacillus gebildet werden.

### Chemotaxonomische Merkmale
Als Vertreter der Actinomycetales in der Abteilung Actinobacteria gehört Streptomyces zu den Bakterien mit hohem GC-Gehalt, also einem hohen Anteil der Nukleinbasen Guanin und Cytosin in der Bakterien-DNA. Genetische Untersuchungen haben einen GC-Gehalt von 69 bis 75 Mol-Prozent ergeben.

Hyphen eines Streptomyces-Stammes, der eine rote, zytotoxische Verbindung synthetisiert

Das komplette Genom von Streptomyces coelicolor wurde sequenziert und 2002 veröffentlicht. Auch das Genom von Streptomyces avermitilis wurde inzwischen sequenziert. Es beinhaltet die meisten Gene aller bisher untersuchten Bakterien. Ein anderes, für Prokaryoten seltenes Merkmal ist, dass das Chromosom linear anstatt zirkulär ist. Das Genom der bisher untersuchten Arten ist für Bakterien außergewöhnlich groß, so liegt die Genomgröße des Bakterienchromosoms bei Streptomyces coelicolor bei  8668 Kilobasenpaaren (kb), das ist beinahe das Doppelte der Genomgröße von Escherichia coli (4600 kb).

### Wachstum und Stoffwechsel
Die Vertreter der Gattung Streptomyces  sind aerob, benötigen also Sauerstoff für ihr Wachstum. Des Weiteren zeichnen sie sich durch einen ausgeprägten sekundären Stoffwechsel aus. Sie produzieren eine große Anzahl von Antibiotika, die in der Medizin verwendet werden. Das heute selten genutzte Antibiotikum Streptomycin ist nach der Gattung Streptomyces benannt.

## Vorkommen und Bedeutung
Streptomyces kommt hauptsächlich in Böden vor. Viele Arten bilden Duftstoffe, insbesondere Geosmin, mit dem charakteristischen Geruch der Walderde.
Für die Human- und Tiermedizin bedeutsam sind die vielen Streptomyces-Arten, die Antibiotika herstellen. Daneben produziert Streptomyces avidinii das Biotin-bindende Protein Streptavidin. Aus Streptomyces venezuelae wurden ähnliche Verbindungen isoliert, die als Streptavidin v1 und v2 bezeichnet werden. Im Vergleich zur Aminosäuresequenz des Proteins Streptavidin sind eine bzw. neun Aminosäuren verändert. Als Nebenprodukt der Streptomycin-Gewinnung aus Streptomyces griseus können Cobalamine gewonnen werden und somit zur Produktion von Vitamin B12 eingesetzt werden. Auch S. halstedii kann zur Produktion von Vitamin B12 genutzt werden.

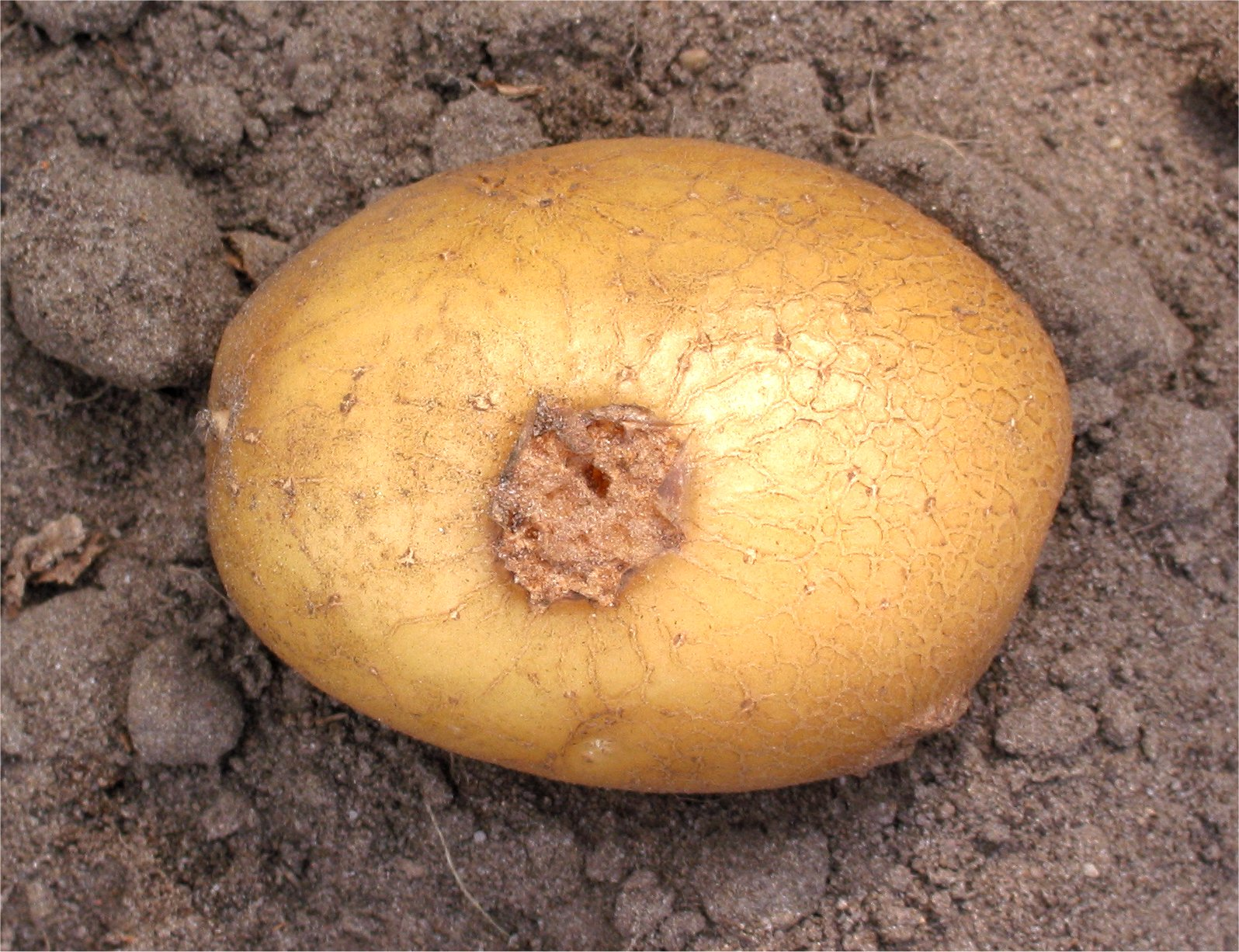
Durch Streptomyces scabiei verursachter Kartoffelschorf

Streptomyces tritt selten als Krankheitserreger auf, beim Menschen sind Streptomyces somaliensis und „Streptomyces sudanensis“ relevant. Bei Pflanzen verursachen Streptomyces caviscabies und Streptomyces scabiei (zuvor fälschlicherweise als Streptomyces scabies bezeichnet) den Kartoffelschorf. Die Systematik mancher dieser Arten ist umstritten.

## Systematik
Die Gattung Streptomyces ist sehr artenreich. Zurzeit (Stand 2013) sind mehr als 600 Arten und Unterarten (Subspezies) bekannt. In der für die Systematik der Bakterien als Referenz geführten Bakteriendatenbank sind die Arten über drei Dateien aufgeteilt. Streptomyces albus ist die Typusart der Gattung.

### Antibiotikaproduzenten
Hier einige Beispiele für Arten, die als Antibiotikaproduzenten von Bedeutung sind:
- Streptomyces achromogenes produziert Streptozotozin
- Streptomyces ambofaciens produziert Spiramycin
- Streptomyces aureofaciens produziert Tetracyclin und Chlortetracyclin[1]
- Streptomyces avermitilis produziert Avermectine
- Streptomyces capreolus produziert Capreomycin
- Streptomyces carcinostaticus produziert Neocarzinostatin
- Streptomyces cervinus produziert Cervinomycin[13]
- Streptomyces clavuligerus produziert Clavulansäure[14], Cephalosporin C und weitere Cephalosporine[15] sowie Penicilline[1], wie Penicillin G oder Penicillin N[15]
- Streptomyces coeruleorubidus produziert Daunorubicin
- Streptomyces davawensis produziert Roseoflavin
- Streptomyces fradiae produziert Neomycin,[1] Tylosin
- Streptomyces griseus (neben anderen) produziert Streptomycin[1]
- Streptomyces hygroscopicus produziert Hygromycin B
- Streptomyces lavendulae produziert Fosmidomycin, Lavendamycin und Mitomycin C[16][17]
- Streptomyces lincolnensis produziert Clindamycin[1]
- Streptomyces natalensis produziert Natamycin
- Streptomyces nodosus produziert Amphotericin B[1]
- Streptomyces noursei produziert Nystatin[1]
- Streptomyces olivaceus produziert Granaticin
- Streptomyces peuceticus produziert Daunorubicin
- Streptomyces platensis produziert Platensimycin
- Streptomyces rimosus produziert Paromomycin
- Streptomyces spectabilis produziert Spectinomycin[8]
- Streptomyces toxytricini produziert Lipstatin
- Streptomyces venezuelae produziert Chloramphenicol[1][18]
- Streptomyces violaceoniger produziert Lysolipin[19]
- Streptomyces violaceoruber produziert Granaticin

### Veränderte Systematik
Die Abgrenzung der zahlreichen Streptomyces-Arten zueinander ist durchaus umstritten. So ergaben Untersuchungen von 2005, dass die am Kartoffelschorf beteiligte Art Streptomyces caviscabies Goyer et al. 1996 mit der bereits bekannten Art Streptomyces griseus (Krainsky 1914) Waksman & Henrici 1948 übereinstimmt und folglich umbenannt werden muss. Dies wurde 2008 durch Untersuchungen von Guo et al. widerlegt. Untersuchungen von 2010 ergaben, dass sie stattdessen mit der bereits bekannten Art Streptomyces fimicarius (Duché 1934) Waksman & Henrici 1948 identisch ist. Diese Art wurde dann 2012 von Kim et al. als Synonym von Streptomyces setonii identifiziert, so dass es sich nun nach aktueller Systematik um Streptomyces setonii (Millard & Burr 1926) Waksman 1953 emend. Kim et al. 2012 handelt.
Durch molekularbiologische Untersuchungen wird überprüft, ob die Vielzahl der Arten Bestand hat, oder ob nicht einzelne Arten so nahe miteinander verwandt sind, dass sie zu einer Art – gegebenenfalls mit Unterarten – zusammengefasst werden sollten. Die dabei in einer Untersuchung von 2010 verwendeten Methoden umfassen die DNA–DNA-Hybridisierung und die Multi-Locus Sequenzanalyse (MLSA). Die Hybridisierungstechnik dient zum Nachweis der strukturellen Verwandtschaft von Nukleinsäuren und somit zur Aufklärung der phylogenetischen Verwandtschaft. Bei der MLSA beschränkt sich die Untersuchung auf bestimmte Gene, die besonders typisch für eine Art oder Gattung sind. Die Sequenzanalyse von 2010 beschränkte sich auf den Nachweis von fünf Haushaltsgenen (englisch housekeeping genes, nicht-regulierte Gene, welche unabhängig von Zelltyp, Zellstadium und äußeren Einflüssen exprimiert werden). Als Ergebnis der Untersuchung wurde vorgeschlagen, die der Untersuchung zugrundeliegenden 29 Arten und drei Unterarten zu lediglich elf Arten zu kombinieren.
Die humanmedizinisch bedeutsame Art „Streptomyces sudanensis“ ist nach den Regeln des internationalen Code der Nomenklatur von Bakterien (ICNB) noch nicht gültig publiziert und wird daher in Anführungszeichen gesetzt. Die untersuchten Bakterienstämme sind eng mit Streptomyces somaliensis verwandt.